# Ouigo
Az Ouigo a Francia Államvasutak diszkont ("fapados") TGV szolgáltatása. Az Ouigo járatok olyan módosított TGV Duplex motorvonatokból állnak, melyeken mintegy 20%-kal több az ülőhely. A szolgáltatást 2013. február 19-én jelentette be Guillaume Pepy, és még ugyanez év április másodikán el is indultak az első járatok. Azóta az utasszám dinamikusan növekszik, 2018-ban már 13 millió utast szállítottak az Ouigo vonatai a francia nagysebességű vasúthálózaton.

## Forgalom
Az utasforgalom az elmúlt években az alábbi módon változott:

## Útvonalak
- Gare de Tourcoing – Aéroport Charles de Gaulle 2 TGV – Gare de Marne-la-Vallée–Chessy – Gare de Lyon-Part-Dieu – Gare de Valence TGV – Gare de Nîmes-Pont-du-Gard – Gare de Montpellier Sud de France
- Gare de Tourcoing – Gare du TGV Haute-Picardie – Aéroport Charles de Gaulle 2 TGV – Marne-la-Vallée–Chessy – Gare de Massy TGV – Gare de Saint-Pierre-des-Corps – Gare de Poitiers – Gare de Angoulême – Gare de Bordeaux-Saint-Jean
- Gare de Lille-Flandres – Gare de TGV Haute-Picardie – Aéroport Charles de Gaulle 2 TGV – Marne-la-Vallée–Chessy – Gare de Lyon-Saint-Exupéry TGV – Gare de Avignon TGV – Gare de Aix-en-Provence TGV – Gare de Marseille-Saint-Charles
- Gare de Nantes – Gare de Angers-Saint-Laud – Gare de Le Mans – Massy TGV – Paris-Montparnasse
- Gare de Rennes – Gare de Laval – Massy TGV – Paris-Montparnasse
- Paris-Est – Gare de Metz-Ville – Gare de Strasbourg-Ville
- Paris-Montparnasse – Saint-Pierre-des-Corps – Poitiers – Bordeaux-Saint-Jean
- Paris-Montparnasse – Gare de Bordeaux-Saint-Jean – Gare de Agen – Gare de Montauban-Ville-Bourbon – Gare de Toulouse-Matabiau
- Paris-Lyon – Lyon-Saint-Exupéry TGV – Aix-en-Provence TGV – Gare de Toulon – Gare de Les Arcs–Draguignan – Gare de Saint-Raphaël-Valescure – Gare de Cannes – Gare de Antibes – Gare de Nice-Ville
- Paris-Lyon – Avignon TGV – Aix-en-Provence TGV – Marseille-Saint-Charles
- Paris-Lyon – Valence TGV – Gare de Nîmes – Gare de Montpellier-Saint-Roch

## Állomások
Az Ouigo által kiszolgált vasútállomások:
| Név                                   | Közigazgatási egység                | Vasútvonal | Szolgáltatások | Kép |
| ------------------------------------- | ----------------------------------- | --- | --- | --- |
| Gare Aéroport Charles-de-Gaulle 2 TGV | Tremblay-en-France Roissy-en-France | LGV Interconnexion Est Aulnay-sous-Bois-Roissy 2-RER-vasútvonal | TGV B RER-vonal Ouigo |     |
| Gare TGV Haute-Picardie               | Ablaincourt-Pressoir                | LGV Nord | TGV Ouigo |     |
| Gare de Lyon-Part-Dieu                | Lyon                                | Lyon–Genf-vasútvonal Párizs–Marseille-vasútvonal | TGV Intercités Eurostar Alta Velocidad Española Ouigo Lyria Elipsos TER 04 TER 10 LYON // MÂCON // DIJON LYON // PARAY-LE-MONIAL // NEVERS TER 52 TER 03 TER 32 TER 35 TER 54 TER 10 Rhônexpress |     |
| Gare de Lyon-Saint-Exupéry TGV        | Colombier-Saugnieu Satolas-et-Bonce | Combs-la-Ville-Saint-Louis-vasútvonal LGV Rhône-Alpes | TGV Ouigo |     |
| Gare de Marne-la-Vallée - Chessy      | Chessy                              | LGV Interconnexion Est | TGV Eurostar Ouigo A RER-vonal |     |
| Gare de Marseille-Saint-Charles       | Marseille Saint-Charles             | Párizs–Marseille-vasútvonal Marseille–Ventimiglia-vasútvonal Lyon-Perrache-Grenoble-Marseille-vasútvonal Marseille-Saint-Charles-Marseille-Joliette-vasútvonal L’Estaque–Marseille-Joliette-vasútvonal | TGV Intercités Thalys Eurostar Ouigo Lyria TER Auvergne-Rhône-Alpes TER Occitanie Elipsos Alta Velocidad Española ligne 1 TGV inOui ligne 02 ligne 6 ligne 07A line 07B ligne 08 ligne 09 TER 10 ligne 11 ligne 12 ligne 13 |     |
| Gare de Massy TGV                     | Massy                               | LGV Atlantique | TGV Ouigo |     |
| Gare de Montpellier-Saint-Roch        | Montpellier                         | Tarascon–Sète-Ville-vasútvonal Paulhan-Montpellier-vasútvonal | TGV Intercités Ouigo Alta Velocidad Española Elipsos ligne 11 Narbonne-Montpellier-Avignon |     |
| Gare de Montpellier-Sud-de-France     | Montpellier                         | Nîmes–Montpellier nagysebességű vasútvonal | TGV Fret SNCF Ouigo Intercités |     |
| Gare de Nantes                        | Nantes Malakoff - Saint Donatien    | Tours–Saint-Nazaire-vasútvonal Nantes–Saintes-vasútvonal Nantes-Orléans-Châteaubriant-vasútvonal | TGV Intercités Ouigo 03 Brest - Quimper - Nantes 04 Rennes - Redon - Nantes 1 Nantes <> Saint-Nazaire <> Le Croisic 1bis Nantes <> Savenay 2 Nantes <> Redon <> Rennes 4 Angers <> Nantes 5 Nantes <> Ancenis 6 Nantes - Cholet 8 Nantes - La Roche sur Yon - Les Sables d'Olonne 9 Nantes - Luçon - La Rochelle 10 Nantes - Ste Pazanne - Pornic 11 Nantes - Challans - Saint Gilles Croix de Vie 19 Nantes - Angers - Saumur T1 Nantes - Châteaubriant T2 Nantes - Vertou - Clisson 2.6 ORLÉANS // TOURS // SAUMUR // NANTES |     |
| Gare de Nîmes                         | Nîmes                               | Tarascon–Sète-Ville-vasútvonal Saint-Germain-des-Fossés-Nîmes-Courbessac-vasútvonal | TGV Intercités Ouigo Alta Velocidad Española TER Occitanie Elipsos ligne 11 Narbonne-Montpellier-Avignon Nîmes-Aigues-Mortes-Le Grau-du-Roi Nîmes-Alès-Clermont-Ferrand/Marvejols Nîmes - Pont-Saint-Esprit |     |
| Gare de Rennes                        | Rennes                              | Párizs–Brest-vasútvonal Châteaubriant-Rennes-vasútvonal Rennes–Redon-vasútvonal Rennes–Saint-Malo-vasútvonal                                                                                           | TGV Ouigo 01 Rennes - Brest 02 Rennes - Quimper 04 Rennes - Redon - Nantes 09 Rennes - Janzé - Châteaubriant 13 Rennes - Montreuil s/Ille - Dol-St Malo 14 Rennes - Vitré - Laval - Le Mans/Angers 15 Rennes - Messac - Redon - Vannes 16 Rennes - La Brohinière - St Brieuc 17 Rennes - Dol - Dinan 2 Nantes <> Redon <> Rennes 27 Laval - Rennes Caen-St Lo-Coutances-Granville-Rennes |     |
| Gare de Tourcoing                     | Tourcoing                           | Fives-Mouscron-vasútvonal Somain-Halluin-vasútvonal | TGV Ouigo K80 P80 |     |
| Gare de Valence-Rhône-Alpes-Sud TGV   | Alixan                              | Combs-la-Ville-Saint-Louis-vasútvonal LGV Méditerranée Valence–Moirans-vasútvonal | TGV Thalys Ouigo Alta Velocidad Española Lyria Elipsos TER 61 ligne 14 Gap - Die - Valence - (Romans) |     |
| Gare du Mans                          | Le Mans                             | Párizs–Brest-vasútvonal Tours–Le Mans-vasútvonal Le Mans–Angers-vasútvonal Le Mans–Mézidon-vasútvonal                                                                                                  | TGV Intercités Ouigo 21 Le Mans - Angers - Nantes 22 Le Mans - Laval 23 Le Mans - Nogent le Rotrou - Paris 24 Le Mans - Alençon - Caen 25 Le Mans - Château du Loir - Tours Caen-Alençon-Le Mans-Tours 2.8 LE MANS // CHÂTEAU-DU-LOIR // TOURS 3.2 LE MANS // NOGENT-LE-ROTROU // CHARTRES // PARIS |     |
| Gare d’Aix-en-Provence TGV            | Cabriès                             | LGV Méditerranée | TGV Thalys Ouigo Lyria Elipsos Alta Velocidad Española |     |
| Gare d’Angers-Saint-Laud              | Angers                              | Tours–Saint-Nazaire-vasútvonal Angers-Saint-Laud-La Flèche-vasútvonal Le Mans–Angers-vasútvonal | TGV Intercités Ouigo 4 Angers <> Nantes 19 Nantes - Angers - Saumur 20 Angers - Cholet 21 Le Mans - Angers - Nantes 2.6 ORLÉANS // TOURS // SAUMUR // NANTES |     |
| Gare d’Avignon TGV                    | Avignon                             | Combs-la-Ville-Saint-Louis-vasútvonal LGV Méditerranée | TGV Thalys Eurostar Alta Velocidad Española Ouigo Lyria Elipsos ligne 16 ligne 09 |     |
| Lyon-Perrache pályaudvar              | Lyon 2. kerülete                    | Párizs–Marseille-vasútvonal Lyon–Genf-vasútvonal Saint-Étienne–Lyon-vasútvonal Moret–Lyon-vasútvonal                                                                                                   | TGV Intercités Ouigo Ouibus TER 01 Clermont - Roanne - Lyon TER 10 (Marseille) - Avignon - Valence - Lyon LYON // MÂCON // DIJON LYON // PARAY-LE-MONIAL // NEVERS 2.2 TOURS // VIERZON // BOURGES // NEVERS (Dijon) - Mâcon - Lyon TER 32 TER 10 Paray-le-Monial - Lozanne - Lyon |     |